# Rubem Carlos Ludwig
Rubem Carlos Ludwig (Lagoa Vermelha, 17 de janeiro de 1926 — Rio de Janeiro, 18 de agosto de 1989) foi um militar e político brasileiro.
Foi ministro da Educação e Cultura no governo João Figueiredo, de 27 de novembro de 1980 a 24 de agosto de 1982, e professor no Exército. Recebeu numerosas condecorações no Brasil, Paraguai, França e Portugal.